# Земплин (Требишов)
Земплин (слч. Zemplín) насељено је мјесто са административним статусом сеоске општине (слч. obec) у округу Требишов, у Кошичком крају, Словачка Република.

## Становништво
| Година:    | 1994. | 2004.   | 2014. | 2024.   |
| ---------- | ----- | ------- | ----- | ------- |
| Број људи: | 405   | 400     | 380   | 367     |
| Разлика:   |       | -1,23 % | -5 %  | -3,42 % |

| Година:    | 2023. | 2024. |
| ---------- | ----- | ----- |
| Број људи: | 367   | 367   |
| Разлика:   |       | +0 %  |

Према подацима о броју становника из 2011. године насеље је имало 381 становника.